# 블링게리아
블링게리아(학명:Blezingeria ichthyospondyla)는 기룡목 탈라토사우루스과에 속하는 기룡이다. 지금은 멸종된 종으로서 전체적인 몸길이가 2~3m인 기룡에선 중형급의 몸을 가진 종이다.

## 특징
블링게리아(Bleingeria)는 독일의 트라이아스기 중간에서 멸종된 해양 파충류의 한 속이다. 종류와 유일한 종인 블링게리아 이크티오스폰딜라(Blelzingeria ichtyospondyla)는 1896년 독일의 고생물학자인 에베하르트 프라스(Eberhard Fraas)에 의해서 명명되었다. 독일 남서부의 어퍼 머셀칼크라고 불리는 퇴적물에서 나온 많은 고립된 뼈로부터 알려져 있는데 이것은 라디니아 단계로 거슬러 올라간다. 블링게리아의 관계는 불확실하다. 프라스는 이 공룡을 노토사우루스라고 밝혔으나 킴보스폰딜루스 어시공룡, 그리고 가장 최근에는 탈라토사우루스로 분류되기도 했다. 많은 탈라토사우루스과의 화석이 스위스 몬테산조르지오에 있는 약간 오래된 라디니아 시대의 암석 부대에서 발견되었기 때문에 만약 블링게리아가 탈라토사우루스과라면 트라이아스기 동안 지금의 유럽과 중국 남부의 상당 부분을 덮고 있는 바다인 테티스해를 가로지르는 그룹의 진화 방사선의 초기 단계를 나타낼지도 모른다. 그러나 블링게리아는 매우 불완전한 물질로 알려져 있기 때문에 탈라토사우루스과라는 분류는 여전히 불확실하다. 블링게리아는 바다의 생활에 적응하여 살아갔던 종인만큼 긴 목을 가지고 있으며 다리의 형태가 노처럼 진화하여 바닷속에서 보다 빠른 수영을 가능하게 하였다. 이빨은 양턱에 총 15~25개의 삼각형 모양의 이빨을 가지고 있으며 이를 통하여 먹이를 사냥했을 것으로 보인다. 먹이로는 당대에 서식했던 물고기, 갑각류, 두족류 등을 잡아먹고 살았을 육식성의 포식자로 추정되는 종이다.

## 생존시기와 서식지와 화석의 발견
블링게리아가 생존했었던 시기는 중생대의 트라이아스기 중기로서 지금으로부터 2억 2000만년전~2억년전에 생존했었던 종이다. 생존했었던 시기에는 당시의 바다로 존재하였던 테티스해에서 주로 서식했었던 기룡이다. 화석의 발견은 1896년에 유럽의 국가 중에 하나인 독일의 트라이아스기에 형성된 지층에서 독일의 고생물학자인 에버하르트 프라스에 의하여 최초로 발견되어 새롭게 명명된 종이다.

## 같이 보기
- 파충류
- 중생대
- 트라이아스기
- 기룡
- 화석